# Battaglia di Glenmalure
La battaglia di Glenmalure (Irlandese: Cath Ghleann Molúra) ha avuto luogo in Irlanda nel 1580 durante le rivolte dei Desmond. Alcune truppe d'irlandesi cattolici composte da clan Gaelici provenienti dai monti Wicklow e guidati da Fiach MacHugh O'Byrne e James Eustace, visconte Baltinglas dell'English Pale, sconfissero un'armata inglese guidata da Arthur Grey presso il feudo montano di O'Byrne di Glenmalure.

## Preparativi
Grey sbarcò in Irlanda con alcuni rinforzi provenienti dall'Inghilterra con il compito di sedare la rivolta. Il suo piano era quello di fronteggiare la minaccia alla roccaforte inglese di Dublino e all'English Pale attaccando attraverso la zona montuosa verso il sud della città. Nonostante i consigli dei comandanti più anziani, Grey scelse di condurre l'armata (forte di circa 3 000 uomini), attraverso Kildare ed i monti Wicklow, con l'intenzione di raggiungere più velocemente Balinacor nella valle di Glenmalure.

## Battaglia
Mentre le truppe inglesi cercavano di risalire i pendii piuttosto ripidi della vallata, caddero in un'imboscata organizzata dai ribelli irlandesi, che si erano nascosti nella foresta circostante. Gli inglesi subirono l'attacco a distanza degli irlandesi per molto tempo prima che il senso della disciplina venisse meno e rompessero le righe, dandosi alla fuga e riscendendo verso la valle. A questo punto, molti di loro erano feriti quando gli irlandesi abbandonarono il loro nascondiglio e attaccarono in mischia gli inglesi con spade, lance ed asce. Centinaia di combattenti inglesi, alcuni dei quali avevano gettato le armi presi dal panico, furono massacrati dagli irlandesi che li inseguivano mentre erano in rotta. Il resto delle truppe inglesi dovette combattere con azioni di retroguardia per diverse miglia, prima di trovare rifugio presso la città di Rathdrum.

## Conseguenze
Circa 800 soldati inglesi furono uccisi, compreso Peter Carew, cugino del suo omonimo colono che fece richiesta, e vinse, un lungo margine di territorio dell'irlanda meridionale. Il resto delle forze inglesi si ritirò nella pianura di Wicklow e da lì a Dublino. Comunque, l'anno seguente, quando gli venne offerto, la maggior parte dei ribelli irlandesi, incluso O'Byrne, si arrese, tranne Baltinglass, che riparò in Francia.

## Curiosità
La battaglia è rievocata nella canzone folk Follow me up to Carlow.